# Lundalmsdvärgmal
Lundalmsdvärgmal (Stigmella lemniscella) är en fjärilsart som först beskrevs av Philipp Christoph Zeller 1839.  Lundalmsdvärgmal ingår i släktet Stigmella, och familjen dvärgmalar. Enligt den finländska rödlistan är arten nära hotad i Finland. Arten är reproducerande i Sverige. Artens livsmiljö är lundskogar.